# الدم والتربة

شعار Reich Ministry of Food and Agriculture ، وإيديولوجية الدم والتربة

الدم والتربة (بالألمانية: Blut und Boden)‏ شعار وطني يعبر عن المثل الأعلى لألمانيا النازية المتمثلة في هيئة وطنية محددة «عنصرية» («دم») متحدة بمنطقة الاستيطان («التربة»). من خلال ذلك، لا تُعتبر أشكال الحياة الريفية والزراعية مثالية فقط كموازٍ لأشكال المناطق الحضرية، ولكنها ترتبط أيضًا بفلاحين جرمانيين - شماليين وهميين ييقفون في مواجهة معارضة معادية السامية من اليهود. إنه مرتبط بمفهوم ليبنسراوم الألماني المعاصر، وهو الاعتقاد بأن الشعب الألماني كان يجب أن يتوسع إلى أوروبا الشرقية، مما أدى إلى تشريد واستعباد وقتل السكان الأصليين السلاف والبلطيقيين عن طريق جنرالبلان أوست. كان «الدم والتربة» شعارًا رئيسيًا للإيديولوجية القومية الاشتراكية (النازية). وجهت الأيديولوجية القومية لرابطة أرتامان وكتابات ريتشارد فالتر دارري السياسات الزراعية التي تبنتها لاحقًا أدولف هتلر وهينريش هملر وبلدور فون شيراش.

## الصعود
صيغ التعبير الألماني في أواخر القرن التاسع عشر، في مناطق تتبنى العنصرية / العنصرية والقومية الرومانسية. أنتج الأدب الإقليمي، مع بعض النقد الاجتماعي. كان هذا الارتباط الرومانسي واسع الانتشار قبل ظهور النازيين. شملت الشخصيات الرئيسية في الرومانسية الزراعية في القرن التاسع عشر إرنست موريتز أرندت وويلهلم هاينريش ريهل، الذين جادلوا بأن الفلاحين يمثلون أساس الشعب الألماني والسياسة المحافظة.

## الأيديولوجية النازية

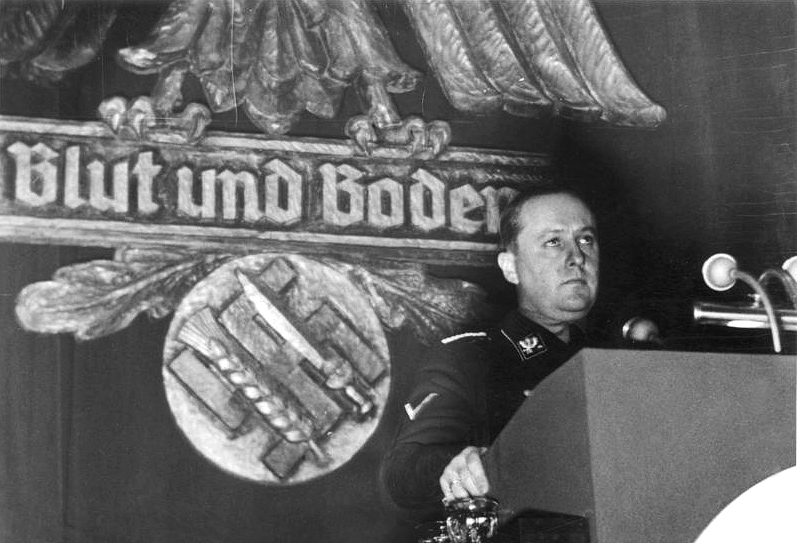
ريتشارد فالتر داري يخاطب اجتماعًا للمجتمع الزراعي في جوسلار في 13 ديسمبر 1937 يقف أمام رايشسادلر وعبر صليب معقوف بسيف وحز قمح يحمل اسم الدم والتربة (من الأرشيف الفيدرالي الألماني)